# 赤11号
赤11号（あか11ごう）は、日本国有鉄道（国鉄）が定めた色名称の1つである。

## 概要
黄味がかった赤で、「スカーレット」とも呼ばれる。
1959年に157系電車の帯色として採用されたのが最初である。同年には、キハ55系を使用した急行列車を設定するため、気動車急行色が制定された際にも、窓周りの帯色として本色が採用された。これは急行形気動車の標準色となり、国鉄分割民営化後もしばらくは標準色として親しまれた。2000年代以降はリバイバルカラーの一種として、一般型にこの塗装を施した車両も存在する。急行形以外では、1983年に登場したキハ37形の地色としても採用されている。
1982年には、広島地区で使用するEF67形電気機関車に、モミジをイメージした色として本色が地色として採用されている。当時地色が青15号と決まっていた直流電気機関車の中では、異例の採用となった。

## 使用車両
- 国鉄157系電車
- 国鉄キハ55系気動車
- 国鉄キハ56系・キハ57系・キハ58系気動車
- 国鉄キハ65形気動車
- 国鉄キハ66形・キハ67形気動車
- 国鉄キハ40系気動車（JR東日本新津運輸区・JR西日本岡山気動車区・道南いさりび鉄道所属車両の一部）
- 国鉄キハ37形気動車
- 国鉄EF67形電気機関車
- JR東日本キハ110形気動車100番台（小海線所属車両の一部）
- 甘木鉄道AR300形気動車（AR305号車）
- 名鉄キハ8000系気動車（特急格上げ後も、塗り分けは特急ながら色は同じものを使用）

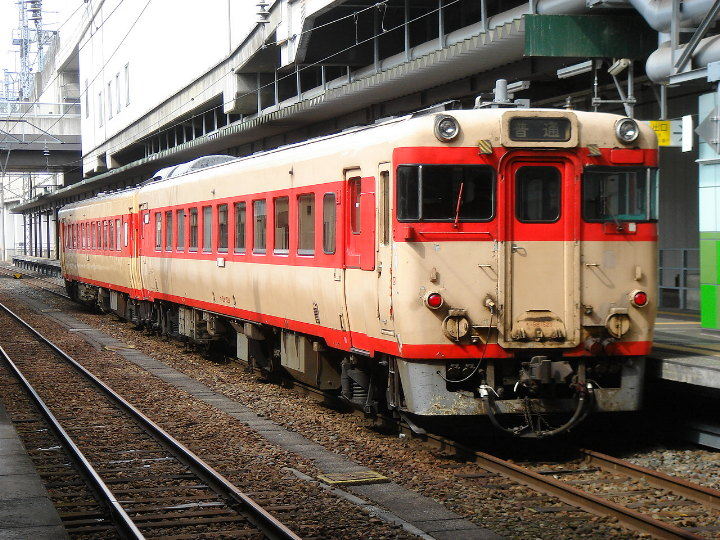
赤11号を帯色に使用したキハ58形
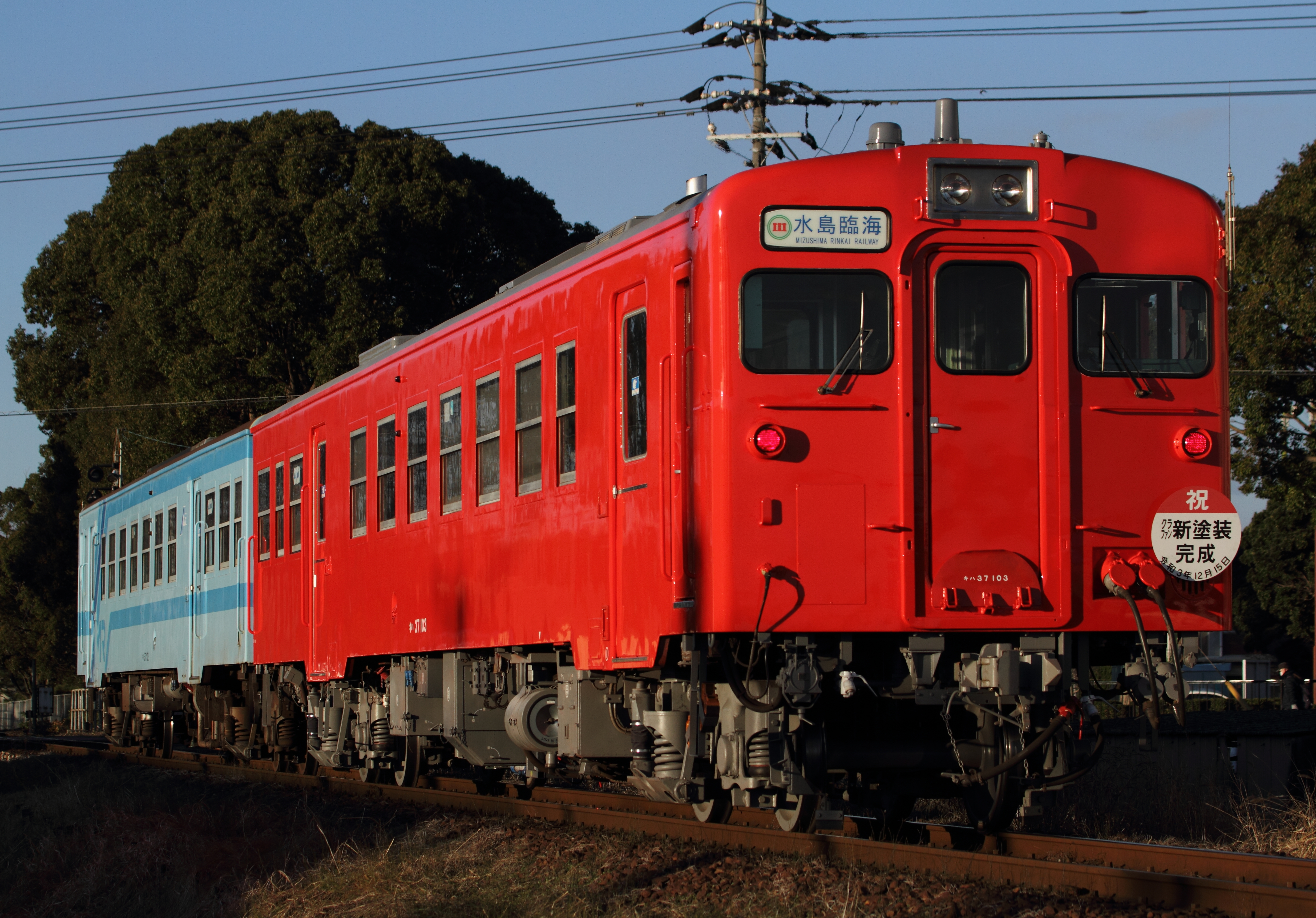
赤11号を地色に使用したキハ37形
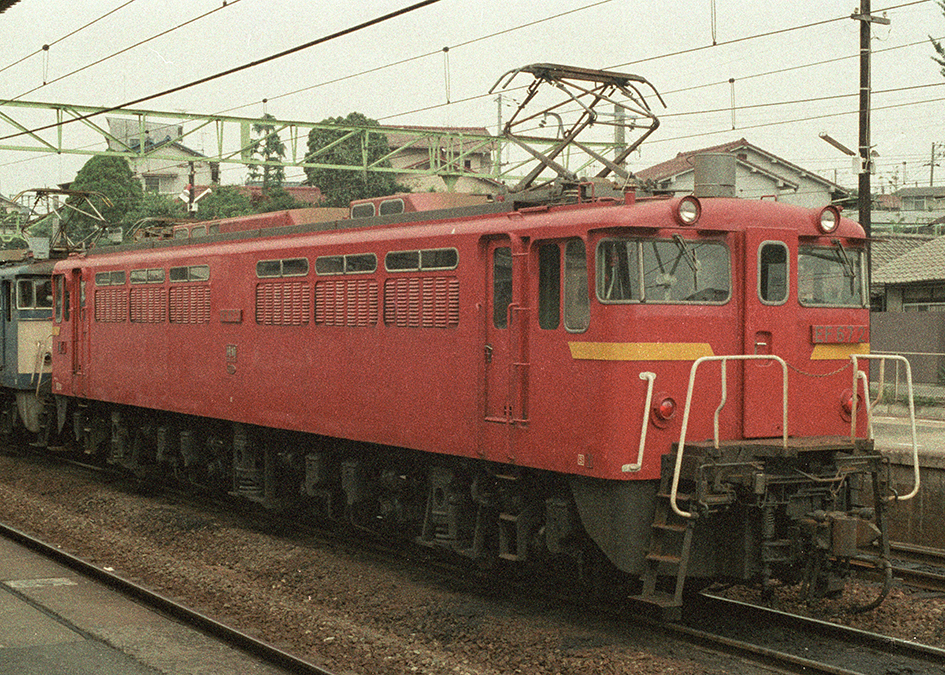
赤11号を地色に使用したEF67形

## 近似色
- 赤
- 名鉄スカーレット - 名古屋鉄道の車両のほとんどで、何らかの形で使用されている。